# William O'Leary
William O'Leary est un acteur américain, né le 19 octobre 1957 à Chicago (Illinois).

## Filmographie
- 1987 : Nice Girls Don't Explode : Andy
- 1987 : Walker d'Alex Cox : James Walker
- 1988 : Duo à trois (Bull Durham) : Jimmy
- 1989 : Le Carrefour des Innocents (Lost Angels) : Link
- 1991 : Flight of Black Angel (TV) : Capt. Eddie Gordon, Callsign Black Angel
- 1991 : Hot Shots! : Pete 'Dead Meat' Thompson
- 1992 : Dear John (série TV) : Ben
- 1993 : In the Line of Duty: Ambush in Waco (TV) : Adrian
- 1994 : L'Ennemi est parmi nous (The Enemy Within) (TV) : Lt. William Dorsett
- 1995 : Candyman 2 (Candyman: Farewell to the Flesh) : Ethan Tarrant
- 1996 : Opération Alf (Project: ALF) (TV) : Dr. Mullican
- 1997 : A Time to Revenge : Lyle Whittmar
- 1997 : Mad City : CTN Junior Executive #1
- 1998 : Godzilla : Military Communications Technician
- 2000 : Daybreak : Head of Security
- 2000 : X-Files (épisode Un coin perdu) : le pompiste
- 2003 : Terminator 3 : le soulèvement des machines (Terminator 3: Rise of the Machines) : Mr. Smith
- 2005 : Miss Congeniality 2: Armed and Fabulous : Jenkins
- 2019 : NCIS : Martin Freydano (1 épisode) Saison 17